# Bosque real

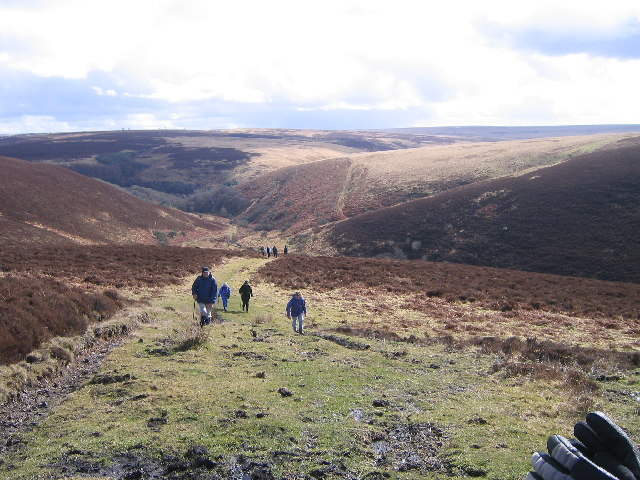
Bosque Real de Exmoor en Devon, Inglaterra. Los terrenos denominados como "bosques reales" no necesariamente incluyen bosques

Un bosque real (en latín: silva regis; en inglés: Royal Forest o Kingswood) es un área de tierra con diferentes definiciones en Inglaterra, Gales, Escocia e Irlanda. El término bosque en la comprensión moderna común se refiere a un área de tierra boscosa; sin embargo, el sentido medieval original estaba más cerca de la idea moderna de una "reserva", es decir, tierra reservada legalmente para fines específicos como la caza real, con menos énfasis en su composición. También hay interpretaciones diferentes y contextuales en Europa continental derivadas de los sistemas legales carolingio y merovingio.

## Ley forestal
En la Inglaterra anglosajona, aunque los reyes eran grandes cazadores, nunca apartaron áreas declaradas "fuera" (latín foris) de la ley del país.Los historiadores no encuentran evidencia de que los monarcas anglosajones (c. 500 a 1066) crearan bosques. Sin embargo, bajo los reyes normandos (después de 1066), la ley forestal se aplicó ampliamente por prerrogativa real. La ley fue diseñada para proteger la carne de venado y el vert, la carne de los animales "nobles" de la caza – en particular, el ciervo rojo, el gamo, el corzo y el jabalí – y la vegetación que los sustentaba. Los bosques fueron diseñados como áreas de caza reservadas para el monarca o (por invitación) la aristocracia. Los normandos introdujeron el concepto en Inglaterra en el siglo XI, y en el apogeo de esta práctica a fines del siglo XII y principios del XIII, un tercio de la superficie terrestre del sur de Inglaterra se designó como bosque real; en un momento del siglo XII, todo Essex fue forestado y, cuando ascendió al trono, Enrique II declaró que todo Huntingdonshire fuera un bosque.
La forestación, en particular la creación de un nuevo bosque, ocupó un lugar destacado en el folklore popular durante la dominación normanda, que magnificó lo que ya era un grave mal social: "La imagen de asentamientos prósperos desmantelados, casas quemadas, campesinos desalojados, todo para servir al placer del tirano extranjero, es un elemento familiar en la historia nacional inglesa... El alcance y la intensidad de las dificultades y de la despoblación han sido exagerados", observó el historiador H. R. Loyn (1922-2000). La ley forestal prescribía castigos severos para cualquiera que cometiera cualquiera de una variedad de delitos dentro de los bosques; a mediados del siglo XVII, la aplicación de esta ley había desaparecido, pero muchos de los bosques de Inglaterra todavía llevaban el título de "Bosque Real". Durante la Edad Media, la práctica de reservar áreas de tierra para el uso exclusivo de la aristocracia era común en toda Europa.

## Áreas elegidas

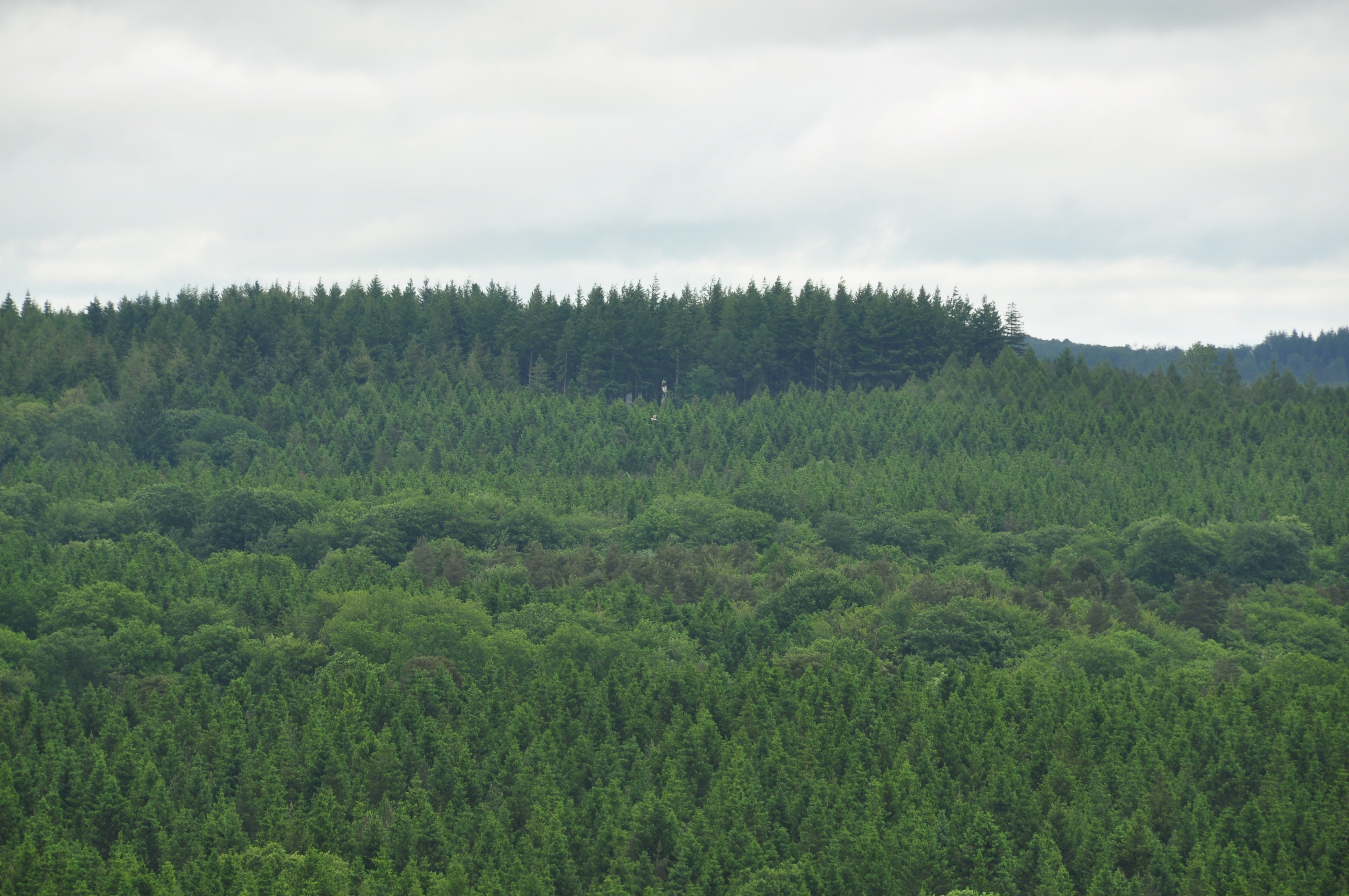
Vista del bosque de Dean, un bosque real que aún sobrevive, en Gloucestershire, Inglaterra

Las áreas que se convirtieron en bosques reales ya eran relativamente salvajes y escasamente pobladas, y pueden estar relacionadas con características geográficas específicas que dificultaron su trabajo como tierras de cultivo. Las áreas prósperas y bien cultivadas generalmente no se eligieron para ser forestadas; si lo eran, tendían a perder el estatus con bastante rapidez. 
Los bosques reales generalmente incluían grandes áreas de brezales, pastizales y humedales, en general, cualquier lugar que admitiera ciervos y otros animales de caza. Además, cuando un área se designaba inicialmente como bosque, todos los pueblos, ciudades y campos que se encontraban dentro de él también estaban sujetos a la ley forestal. Esto podía fomentar el resentimiento, ya que los habitantes locales se verían entonces restringidos en el uso de la tierra de la que anteriormente dependían para su sustento; sin embargo, los derechos comunes no se extinguían, sino que simplemente se reducían.
En el sudoeste de Inglaterra, los bosques se extendían a lo largo del valle de arcilla del Jurásico Superior.En las Tierras Medias, la llanura arcillosa que rodea el río Severn estaba densamente arbolada. Los suelos arcillosos en Oxfordshire, Buckinghamshire, Huntingdonshire y Northamptonshire formaron otro cinturón de bosques. En Hampshire, Berkshire y Surrey, los bosques se establecieron en suelos ácidos arenosos con grava. En las Tierras Altas de Escocia, un "bosque de ciervos" por lo general ni siquiera poseía árboles.
También se reforestaron las marismas de Lincolnshire.Además, se eligieron los páramos de las tierras altas, como Dartmoor y Exmoor en el suroeste, y el Peak Forest de Derbyshire. Los páramos de North York, una meseta de arenisca, tenían a su vez varios bosques reales.

## Historia

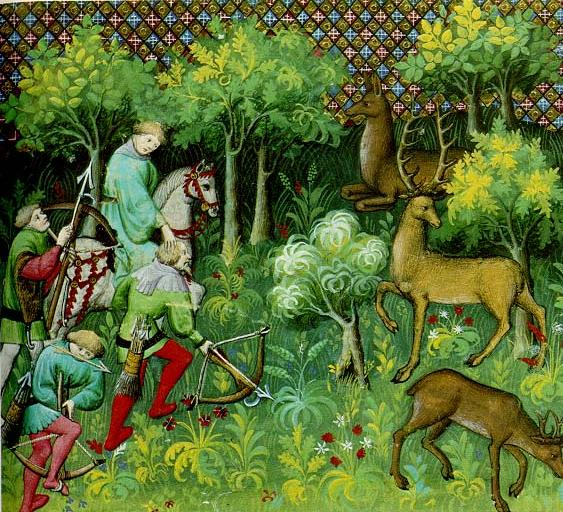
Escena de bosque medieval, del Livre de chasse (1387)

Desde la conquista de Inglaterra, las tierras de bosques, caza y madrigueras habían estado exentas del derecho consuetudinario y sujetas únicamente a la autoridad del rey, pero estas costumbres se habían desvanecido en la oscuridad en la época de la Restauración.
Guillermo I, promulgador original de la Ley Forestal en Inglaterra, no sancionó severamente a los infractores. La acusación de que "les impuso una ley, que cualquiera que matara un ciervo o una cierva debería ser cegado", según la Crónica anglosajona, es poco más que propaganda. Guillermo II, también un entusiasta cazador, aumentó la severidad de las penas por varios delitos para incluir la muerte y la mutilación. En el año de su muerte, en 1087, un poema, La rima del rey Guillermo, insertado en la Crónica de Peterborough, mostraba la indignación inglesa por las leyes forestales. Posteriormente, las leyes fueron codificadas en parte bajo el Assize of the Forest (1184)de Enrique II.
La Carta Magna, impuesta al rey Juan de Inglaterra por los barones ingleses en 1215, contenía cinco cláusulas relacionadas con los bosques reales. Su objetivo era limitar, e incluso reducir, los derechos exclusivos del rey consagrados en la ley forestal. Las cláusulas eran las siguientes (tomadas de la traducción de la Carta Magna):
- (44) Las personas que vivan fuera del bosque no tendrán que comparecer en el futuro ante los Reales Jueces del Bosque en respuesta a citaciones generales, a menos que estén realmente involucrados en un proceso o sean fiadores de alguien que haya sido detenido por un delito forestal.
- (47) Todos los bosques que se han creado en nuestro reinado serán deforestados de inmediato. Las riberas de los ríos que han sido cercadas en nuestro reinado serán tratadas de manera similar.
- (48) Todas las malas costumbres relacionadas con bosques y madrigueras, silvicultores, madrigueros, alguaciles y sus sirvientes, o riberas de ríos y sus guardianes, deben ser investigadas de inmediato en cada condado por doce caballeros jurados del condado, y dentro de cuarenta días de su investigación, las malas costumbres deben ser abolidas completa e irrevocablemente. Pero nosotros, o nuestro presidente del Tribunal Supremo si no estamos en Inglaterra, debemos ser informados primero.
- (52) A cualquier hombre a quien hayamos privado o desposeído de tierras, castillos, libertades o derechos, sin el juicio legítimo de sus iguales, se los devolveremos de inmediato. En caso de disputa, el asunto se resolverá por el juicio de los veinticinco barones a los que se refiere más adelante en la cláusula para asegurar la paz (§ 61). Sin embargo, en los casos en que un hombre fue privado o desposeído de algo sin el juicio legal de sus iguales por nuestro padre el Rey Enrique o nuestro hermano el Rey Ricardo, y permanece en nuestras manos o está en manos de otros bajo nuestra garantía, tendremos respiro por el período comúnmente permitido a los cruzados, a menos que se haya iniciado un juicio o se haya hecho una investigación por orden nuestra, antes de tomar la cruz como cruzado. A nuestro regreso de la Cruzada, o si la abandonamos, inmediatamente haremos justicia por completo.
- (53) Tendremos un plazo similar [al de la cláusula 52] al hacer justicia en relación con los bosques que van a ser deforestados, o que seguirán siendo bosques, cuando estos fueron forestados por primera vez por nuestro padre Enrique o nuestro hermano Ricardo; con la tutela de tierras en "honorarios" de otra persona, cuando hasta ahora la hemos tenido en virtud de un "honorario" retenido de nosotros por servicio de caballero por un tercero; y con abadías fundadas en la "cuota" de otra persona, en las que el señor de la "cuota" pretende poseer un derecho. A nuestro regreso de la Cruzada, o si la abandonamos, inmediatamente haremos plena justicia a las quejas sobre estos asuntos.

Después de la muerte de Juan, Enrique III se vio obligado a otorgar la Carta del Bosque (1217), que reformó aún más la ley forestal y estableció los derechos de agistment (registro) y pannage (derecho a alimentar animales domésticos en un bosque) en tierras privadas dentro de los bosques. También controló algunas de las extorsiones de los silvicultores. Una "Ordenanza del Bosque" bajo Eduardo I volvió a controlar la opresión de los oficiales e introdujo jurados jurados en los tribunales forestales.

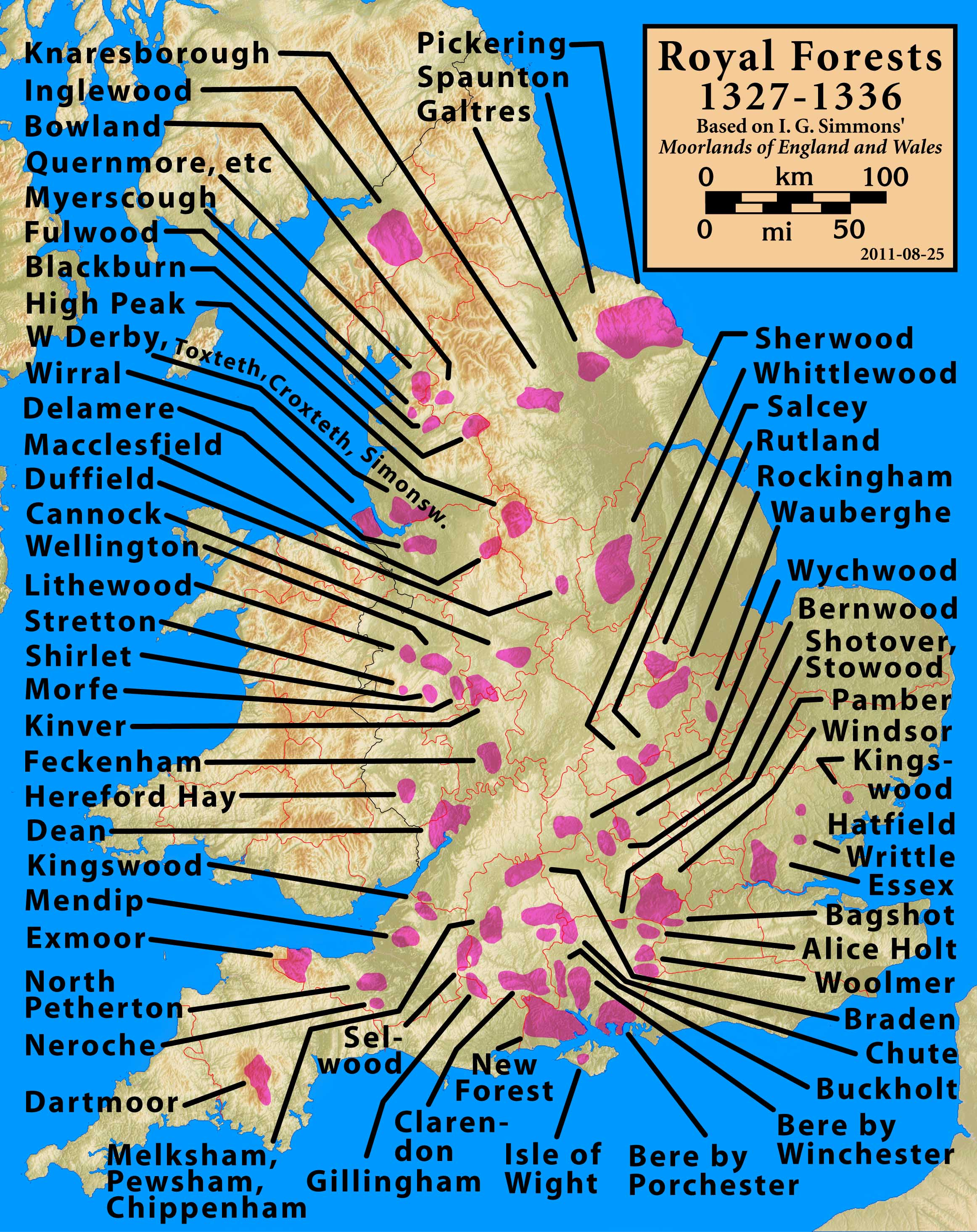
Bosques reales de Inglaterra entre 1327 y 1336

En 1300, muchos (si no todos) los bosques fueron reducidos en gran medida, en teoría a su extensión en la época de Enrique II. Sin embargo, esto dependía de la determinación de los jurados locales, cuyas decisiones a menudo excluían del bosque las tierras descritas en el libro Domesday como dentro del bosque. Los sucesivos reyes intentaron recuperar los purlieus (alrededores) excluidos de un bosque por la Gran Perambulación de 1300. Los oficiales forestales multaron periódicamente a los habitantes de los purlieus por no asistir al Tribunal Forestal o por delitos forestales. Esto dio lugar a quejas en el Parlamento. El rey prometió remediar los agravios, pero por lo general no hizo nada.
Ricardo II y sus sucesores enajenaron varios bosques, pero en general el sistema decayó. Enrique VII revivió los Swainmotes (tribunales forestales) para varios bosques. En 1547, Enrique VIII colocó los bosques bajo el Tribunal de Aumentos con dos Maestres y dos Agrimensores Generales. Con la abolición de ese tribunal, los dos agrimensores generales se hicieron responsables ante el Tesoro. Sus respectivas divisiones estaban al norte y al sur del río Trent.
Para el período Tudor y después, la ley forestal se había vuelto anacrónica en gran medida y servía principalmente para proteger la madera en los bosques reales. Jacobo I y sus ministros Robert Cecil y Lionel Cranfield, siguieron una política de aumentar los ingresos de los bosques e iniciar el proceso de deforestación.

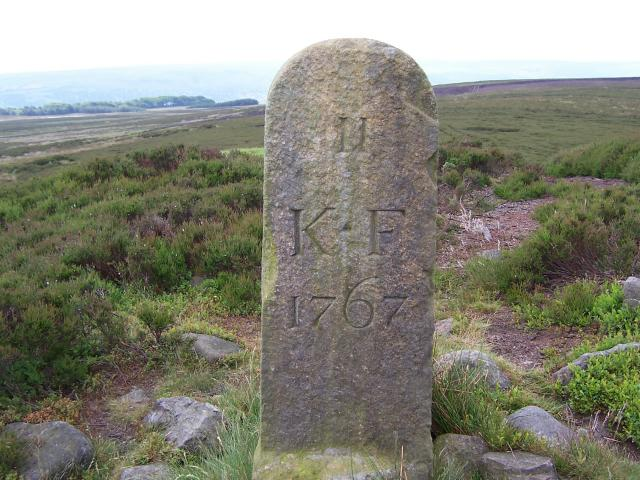
Hito señalando el límite del bosque real de Knaresborough en Yorkshire, Inglaterra.

Cecil dio los primeros pasos hacia la abolición de los bosques, como parte de la política de Jacobo I de aumentar sus ingresos independientemente del Parlamento. Cecil investigó los bosques que no se utilizaban para la caza real y proporcionaban pocos ingresos por la venta de madera. Se abolió el Bosque de Knaresborough en Yorkshire. Los ingresos en el Bosque de Dean se incrementaron a través de las ventas de madera para la fundición de hierro. Además, se hicieron recintos en Chippenham y Blackmore para forraje y pannage.
Cranfield encargó estudios en tierras deforestadas de varios bosques, incluyendo Feckenham, Sedgemoor y Selwood, sentando las bases de la abolición a gran escala de los bosques bajo el reinado de Carlos I. Los comisionados designados recaudaron más de 25.000 libras esterlinas mediante la combinación con los ocupantes, cuya propiedad fue confirmada, sujeto a una renta fija. El trabajo de Cranfield condujo directamente a la deforestación del bosque de Gillingham en Dorset y Chippenham y Blackmore en Wiltshire. Además, creó el modelo para la abolición de los bosques seguido a lo largo de la década de 1630.
El Bosque de Dean se restableció legalmente en 1668.Se llevó a cabo un Forest Eyre para New Forest en 1670, y algunos para otros bosques en las décadas de 1660 y 1670, pero estos fueron los últimos. A partir de 1715, ambos cargos de agrimensor fueron ocupados por la misma persona. Los bosques reales restantes continuaron siendo administrados (al menos en teoría) en nombre de la corona. Sin embargo, los derechos de pastoreo de los plebeyos a menudo parecen haber sido más importantes que los derechos de la corona.
A fines de la década de 1780, se nombró una Comisión Real para investigar el estado de los bosques de la Corona y los supervivientes. Al norte del Trent se encontró que sobrevivía el bosque de Sherwood, al sur: el New Forest, otros tres en Hampshire, el bosque de Windsor en Berkshire, el bosque de Dean en Gloucestershire, el bosque de Waltham o Epping en Essex, tres bosques en Northamptonshire y Wychwood en Oxfordshire. Algunos de estos ya no tenían tribunales de swainmote, por lo tanto, no tenían supervisión oficial. Se dividieron los bosques restantes en dos clases: aquellos con y sin la Corona como terrateniente principal. En ciertos bosques de Hampshire y el Bosque de Dean, la mayor parte del suelo pertenecía a la Corona y estos debían reservarse para cultivar madera, para satisfacer la necesidad de roble para la construcción naval. Los demás serían incluidos, recibiendo la Corona una "asignación" (compensación) en lugar de sus derechos.
En 1810, la responsabilidad por los bosques pasó de los Agrimensores Generales (que respondían ante los Auditores de Rentas de Tierras) a una nueva Comisión de Rentas de Bosques y Tierras. De 1832 a 1851 se agregaron a sus responsabilidades "Obras y Edificios". En 1851, los comisionados se convirtieron nuevamente en Comisionados de Ingresos de Bosques y Tierras. En 1924, los Bosques Reales fueron transferidos a la nueva Comisión Forestal (actualmente llamada Forestry England).

## Antiguos bosques que sobreviven

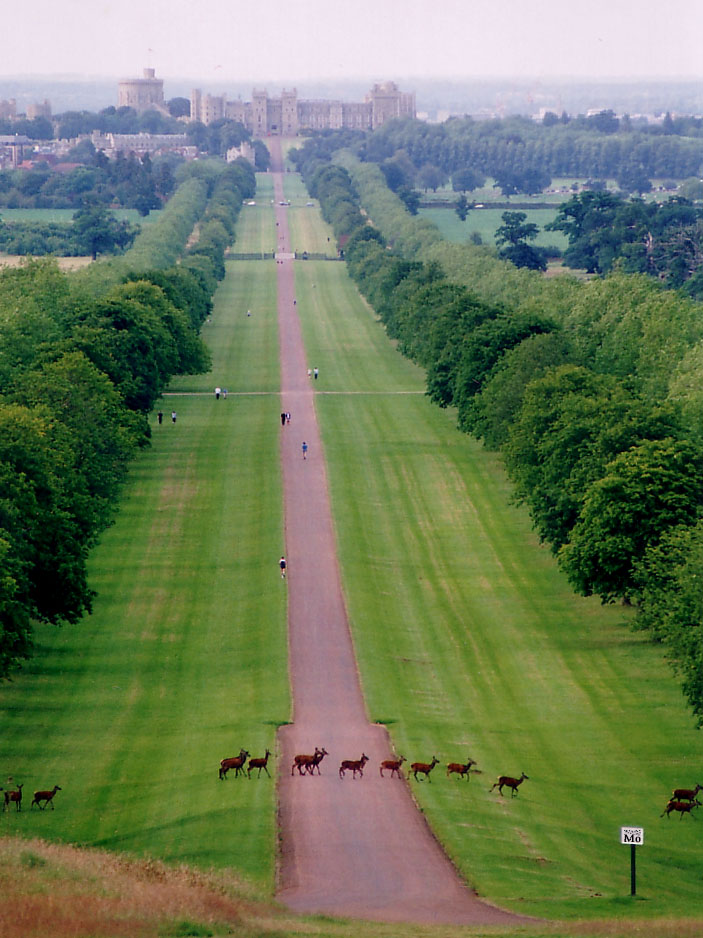
Ciervos cruzando el largo camino hacia el castillo de Windsor

### Bosque de Dean
El Bosque de Dean se utilizó como fuente de carbón vegetal para altos hornos dentro del bosque desde 1612 hasta aproximadamente 1670. Fue objeto de una Ley de Reforestación en 1667. Los tribunales continuaron celebrándose en Speech House, por ejemplo, para regular las actividades de los Freeminers. La venta de leña para carbón continuó hasta al menos finales del siglo XVIII. Los ciervos fueron eliminados en 1850. Hoy en día, el bosque está muy arbolado, al igual que un área sustancial que antes era de propiedad privada hacia el oeste, ahora tratada como parte del bosque. Es administrado por Forestry England.

### Epping
La extensión del bosque de Epping se redujo en gran medida por el cierre por parte de los terratenientes. La Corporación de Londres deseaba que se conservara como un espacio abierto y obtuvo una orden judicial para abrir unos 3000 acres (12,1 km²)   que había sido cerrado en los 20 años anteriores. En 1875 y 1876 compró 3000 acres (12,1 km²)   de terreno baldío abierto. En virtud de la Ley forestal de Epping de 1878, el bosque fue deforestado y la ley forestal abolida al respecto. En cambio, la corporación fue designada como Conservadores del Bosque. El bosque se gestiona a través del Comité Forestal de Epping.

### New Forest
En New Forest vive una minoría cultural británica, conocida como los New Forest Commoners. Se aprobó una ley para eliminar los ciervos en 1851, pero se abandonó cuando se descubrió que los ciervos eran necesarios para mantener sin árboles los céspedes del bosque. Se hizo un intento de desarrollar el bosque para silvicultura mediante un programa rodante de recintos. En 1875, un comité selecto de la Cámara de los Comunes recomendó lo contrario, lo que condujo a la aprobación de la Ley New Forest de 1877, que limitaba el derecho de la Corona a cercar, regulaba los derechos comunes y reconstituía el Tribunal de Verderers. En 1964 se aprobó otra ley. Este bosque también está gestionado por Forestry England.

### Sherwood
Un bosque desde el final de la Edad de Hielo (como lo atestiguan núcleos de muestreo de polen), la Reserva Natural Nacional del Bosque de Sherwood abarca hoy 423,2 hectáreas,(1,045 acres) que rodean el pueblo de Edwinstowe, el sitio de Thoresby Hall.
El núcleo del bosque es el Área Especial de Conservación llamada Birklands y Bilhaugh.Es un remanente de un bosque de caza real más antiguo y mucho más grande, que deriva su nombre de su condición de bosque del shire (o sher) de Nottinghamshire, que se extendía a varios condados vecinos, limitando al oeste a lo largo del río Erewash y el bosque de East Derbyshire. Cuando se compiló el libro Domesday en 1086, el bosque cubría quizás una cuarta parte de Nottinghamshire con bosques y brezales sujetos a las leyes forestales.